# Ranunculus sudermannicus
Ranunculus sudermannicus är en ranunkelväxtart som beskrevs av S. Ericsson. Ranunculus sudermannicus ingår i släktet ranunkler, och familjen ranunkelväxter. Inga underarter finns listade i Catalogue of Life.